# Gösta Carlsson
Gösta Carlsson (n. 2 februarie 1906, Uppsala, Uppsala län, Suedia – d. 5 octombrie 1992, Uppsala, Uppsala län, Suedia) a fost un ciclist suedez, medaliat olimpic. A participat la o ediție a Jocurilor Olimpice (1928) în care a câștigat două medalii de bronz.